# Харнет (окръг, Северна Каролина)
Окръг Харнет (на английски: Harnett County) е окръг в щата Северна Каролина, Съединени американски щати. Площта му е 1557 km², а населението – 130 881 души (2016). Административен център е град Лилингтън.